# Tizzy Bac
Tizzy Bac（中文團名鐵之貝克），是台灣獨立樂團，成立於1999年，由陳惠婷（主唱兼鍵盤手）、許哲毓（貝斯手）、林前源（鼓手）三人組成。主要活動區域為北部，常在台北市各大表演場地演出。貝斯手許哲毓於2018年1月23日因癌症離世。

## 樂團簡介
Tizzy Bac最早成立於1999年12月，當時由陳惠婷（主唱兼鍵盤手）、許哲毓（貝斯手）以及鄭凱同（鼓手）三人所組成。而樂團中的詞曲創作主要由主唱惠婷負責，歌詞的內容以探討現代人生活與愛情的問題與困境為主，因此他們自稱為「牢騷系」樂團。也因為歌詞主題的關係，Tizzy Bac的曲子較能引起人生經歷較豐富的聽眾的共鳴，所以也有人將他們的音樂歸納為「成人另類（Adult Alternative）」。
2002年，鼓手鄭凱同離團，加入薄荷葉樂團，也在張懸& Algae中擔任鼓手。2003年，鼓手林前源加入。
然而Tizzy Bac在編制上並沒有一般樂團中常見的吉他手，而是以鍵盤（主要音色為鋼琴）做為旋律的主軸，塑造出極具特色的「鋼琴搖滾」樂風，被譽為「台灣 Ben Folds Five」。Tizzy Bac 的作品中，類似吉他破音（Distortion）的音色，是由貝斯透過效果器而得，並非由吉他彈奏而成。在第一張專輯《什麼事都叫我分心》以及更早期的作品中含有爵士樂風，因此也被人稱為「鋼琴爵士」的樂團；但自鼓手林前源加入之後，曲風即以搖滾樂為主。

### 團名由來
Tizzy為英文中「神經緊張、極度興奮不安的心情」之意，由貝斯手哲毓翻字典而得。
Bac則為法文「bec」（鳥嘴）的誤植，主唱惠婷大學時主修法文，刻意選用法文單字為團名，卻因疏忽而拼錯字。後曾有人指正，不過團員們認為無傷大雅而未修正。「Bac」在法文中有「高中會考」之意，故團員們常戲稱自己的團名是「神經緊張的高中會考」。
由於Tizzy Bac長久以來無中文的團名，在2009年適逢成團10週年，開始將網友為他們團名取的中文譯名「鐵之貝克」作為中文的正式團名，並特別製作了同名歌曲，收錄在《如果看見地獄，我就不怕魔鬼》專輯之中。

### 行動主義
Tizzy Bac參加了2012年9月7日在信義誠品舉辦的屋頂音樂節特別企劃「明天會更好」演唱會演出，主唱惠婷並在演出時在手臂貼有「核電歸零」貼紙，表達反核立場；該演唱會免費入場並在現場募款，所得全數捐贈給台灣農村陣線、台灣環境保護聯盟和台灣環境資訊協會。

## 樂團歷程

### 1999年-2002年：初試啼聲
1999年12月，參加國立中央大學英文系一年一度的西洋歌唱比賽「西潮」，這也是他們成軍後的首次演出。隔年4月，他們就登上春天吶喊的舞台表演，是為Tizzy Bac首次正式的演出，開始了樂團創作之路，並於2002年獲得第3屆貢寮國際海洋音樂祭的首獎「海洋大賞」，受到了大家的注意。

### 2003年-2013年：崛起發光發熱
成軍三年半後，Tizzy Bac發行首張專輯《什麼事都叫我分心》，不僅獲得中華音樂人交流協會年度十大專輯，更入圍了金曲獎最佳樂團獎。不過他們並沒有被喜悅沖昏了頭，再接再厲於2004年發行首張限量EP《查理布朗與露西》。2005年更獲邀參加日本富士音樂祭（Fuji Rock Festival）表演，這是繼閃靈樂團後，獲邀的第二個台灣樂團。回國後發行EP《夏季熱》，以夏日炙熱的陽光與中暑時所造成的不舒服引發的創作，完完全全展現其「牢騷系」樂團的稱呼。
除此之外，台灣重大的音樂季諸如：海洋音樂祭、野台開唱、簡單生活節等，他們也時常獲邀表演。2006年發行第二張專輯《我想你會變成這樣都是我害的》，不僅獲得第7屆華語音樂傳媒大獎「最佳樂團」以及「最佳封套」，更獲得金曲獎「最佳樂團」以及「最佳演唱專輯製作人」提名，並順利抱回最佳演唱專輯製作人獎。曾獲香港阿麥書房、新加坡濱海藝術中心、北京MAO Live House&愚公移山之邀，舉辦演唱會；他們也曾自行辦過許多場演唱會甚至是簽唱會，讓越來越多人聽到Tizzy Bac的音樂與對音樂的堅持。
2009年是Tizzy Bac成軍的第十年，他們不斷在思考如何才能拒絕苟同、不斷進步，於是第三張專輯《如果看見地獄，我就不怕魔鬼》嘗試許多種樂器，除了鋼琴之外，更運用了各類合成器編織成歌曲的主軸以搭配專輯主題與歌曲本身，再加上貝斯與爵士鼓的突破但卻沉穩的表現。這也是為什麼Tizzy Bac的音樂創作一直能引起人生經歷較豐富的聽眾的共鳴。而其歌詞總是使聽者陷入歌曲情緒中而不能自拔，但這正是Tizzy Bac的所要訴求的－不要害怕正視傷口，要看得清楚才能使人成長，也是這種坦率的音樂創作，讓其站穩了台灣樂團的一席之地。
2013年，結束《易碎物》專輯宣傳後，Tizzy Bac宣布休團一年。鼓手前源赴美進修錄音工程學位，主唱陳惠婷加入Sony音樂，推出個人專輯。2014年，Tizzy Bac憑藉著《這是因為我們能感到疼痛》入圍了第25屆金曲獎最佳年度歌曲、最佳作曲人、最佳作詞人與最佳單曲製作人獎，更藉著專輯《易碎物》入圍最佳樂團獎，一共五項大獎。

### 2018年：回歸重建之路
2018年1月23日，貝斯手哲毓因癌症離世。同年10月19日發行睽違五年的第6張專輯《知人》。

## 成員

#### 現任成員
| 惠婷（陳祖媽） 1978年4月3日   | 主唱 / 鍵盤手      | ● 畢業於中央大學法文系、政治大學廣播電視研究所畢業。 ● 專輯中的詞曲主要由惠婷負責創作。                          |
| 前源（林老杯） 1979年11月23日 | 鼓手 / Percussions | ● 實踐大學時尚與媒體研究所肄業。 ● 獨立樂團拾參前鼓手、獨立樂團鈑機鼓手。 ● 2013年與藝人巴鈺結婚，育有一女一男。 |

#### 已離團成員
| 凱同         | 鼓手                      | ● 2000年－2003年。 ● 前薄荷葉鼓手，現任銀巴士鼓手。                                                                                                |
| 哲毓（許兄） | 永遠的TB貝斯手 / 低音吉他 | ● 中央大學英文系畢業，當年在校內與主唱惠婷參加熱音社而結識組團。 ● 獨立樂團 Green!Eyes（页面存档备份，存于）、Frandé 的貝斯手。 ● 2018年癌症逝世。 |

#### 曾代班成員
| 昱人 | 猴子飛行員鼓手 前草莓救星鼓手 前1976鼓手 | 參與2003年百威啤酒全國巡迴表演  |
| 莊敬 | 骨肉皮貝斯手                             | 參與2002年合輯《赤聲搖滾5》錄音 |
| 小茶 | 鈑機吉他手、主唱                         | 參與2007年《聊聊吧》巡迴表演    |
| 小夫 |                                          | 合聲                            |

## 樂團演出

### 大型專場演唱會
| 時間                     | 演唱會名稱                                     | 地點                  |
| 2009年10月10日           | <你們都不要變>十年有你演唱會                   | 台北│國際會議中心TICC |
| 2013年7月20日            | {易碎物}演唱會                                 | 台北│台大體育館       |
| 2018年12月8日            | Tonight, We'll see, 我所深愛的你《知人》演唱會 | 台北│Legacy Max       |
| 2019年12月14日           | Tizzy Bac 20週年演唱會「鐵之貝克 XX」          | 台北│天母體育館       |
| 2020年9月13日            | Tizzy Bac 20-20「遺珠的報復」台北Legacy演唱會  | 台北│Legacy Taipei    |
| 2020年12月11日、12月12日 | Tizzy Bac【TB20三部曲無限軌道infinitas】       | 新北│Zepp New Taipei  |

### 專場及巡迴表演
| 年份   | 時間日期 | 表演名稱                                                                                      | 地點                                                      |
| 2006年 | 5月6日   | 《我想你會變成這樣都是我害的》巡迴                                                            | 宜蘭│誠品宜蘭店-1樓戶外廣場                               |
| 2006年 | 5月13日  | 《我想你會變成這樣都是我害的》巡迴                                                            | 台北│河岸留言                                             |
| 2006年 | 5月20日  | 《我想你會變成這樣都是我害的》巡迴                                                            | 台中│誠品台中新光三越店-人文藝術書區 台中│老諾 Live House |
| 2006年 | 5月27日  | 《我想你會變成這樣都是我害的》巡迴                                                            | 台南│誠品台南店 台南│Room335                              |
| 2006年 | 6月1日   | 《我想你會變成這樣都是我害的》巡迴                                                            | 台北│女巫店                                               |
| 2006年 | 6月3日   | 《我想你會變成這樣都是我害的》巡迴                                                            | 高雄│誠品高雄遠百店 高雄│ATT Live House                   |
| 2006年 | 6月17日  | 《我想你會變成這樣都是我害的》巡迴                                                            | 台北│The Wall                                             |
| 2006年 | 6月24日  | 《我想你會變成這樣都是我害的》巡迴                                                            | 新竹│誠品新竹店 桃園│誠品桃園遠百店-食譜書區              |
| 2007年 | 4月14日  | 《維克多的玫瑰》EP巡迴                                                                        | 台北│誠品信義店-1樓戶外廣場 台北│華山1914藝文特區         |
| 2007年 | 4月28日  | 《維克多的玫瑰》EP巡迴                                                                        | 台南│誠品台南店 台南│Room335                              |
| 2007年 | 4月29日  | 《維克多的玫瑰》EP巡迴                                                                        | 高雄│城市光廊                                             |
| 2007年 | 5月5日   | 《維克多的玫瑰》EP巡迴                                                                        | 桃園│誠品桃園遠百店 桃園│河岸留言                         |
| 2007年 | 5月12日  | 《維克多的玫瑰》EP巡迴                                                                        | 台中│誠品豐原店 台中│老諾 Live House                      |
| 2007年 | 5月26日  | 《維克多的玫瑰》EP巡迴                                                                        | 宜蘭│友愛百貨戶外廣場（加場）                             |
| 2007年 | 7月1日   | Tizzy Bac 玩味香港夏日音樂會                                                                  | 香港│牛棚劇場（獲香港阿麥書房之邀）                       |
| 2007年 | 7月5日   | 中國北京的演出                                                                                | 北京 MAO Live House                                       |
| 2007年 | 7月6日   | 中國北京的演出                                                                                | 北京 愚公移山酒吧                                         |
| 2007年 | 10月13日 | 《聊聊吧》Unplugged 現場專輯巡迴                                                              | 高雄│JOIN US                                              |
| 2007年 | 10月14日 | 《聊聊吧》Unplugged 現場專輯巡迴                                                              | 台南│Room335                                              |
| 2007年 | 10月20日 | 《聊聊吧》Unplugged 現場專輯巡迴                                                              | 台北│The Wall                                             |
| 2007年 | 10月24日 | 《聊聊吧》Unplugged 現場專輯巡迴                                                              | 台北│地下社會                                             |
| 2007年 | 10月25日 | 《聊聊吧》Unplugged 現場專輯巡迴                                                              | 台北│女巫店                                               |
| 2007年 | 10月27日 | 《聊聊吧》Unplugged 現場專輯巡迴                                                              | 台中│浮現藝文展演空間(老諾)                               |
| 2007年 | 10月28日 | 《聊聊吧》Unplugged 現場專輯巡迴                                                              | 台北│海邊的卡夫卡                                         |
| 2007年 | 11月3日  | 《聊聊吧》Unplugged 現場專輯巡迴                                                              | 台北│河岸留言                                             |
| 2008年 | 7月11日  | Tizzy Bac「聊聊吧」音樂會                                                                     | 新加坡│濱海藝術中心（獲新加坡濱海藝術中心之邀）           |
| 2008年 | 11月16日 | 老娘的十三堂課（新專輯試聽會）                                                                | 台南│誠品台南店                                           |
| 2008年 | 11月22日 | 老娘的十三堂課（新專輯試聽會）                                                                | 台北│誠品信義店                                           |
| 2008年 | 11月23日 | 老娘的十三堂課（新專輯試聽會）                                                                | 台中│文化局                                               |
| 2009年 | 1月2日   | 林老杯的校外教學巡迴                                                                          | 台北│The Wall                                             |
| 2009年 | 1月16日  | 林老杯的校外教學巡迴                                                                          | 台南│Room335                                              |
| 2009年 | 1月17日  | 林老杯的校外教學巡迴                                                                          | 台中│浮現藝文展演空間(老諾)                               |
| 2009年 | 2月6日   | 林老杯的校外教學巡迴                                                                          | 高雄│ATT Live House                                       |
| 2009年 | 2月14日  | 《如果看見地獄，我就不怕魔鬼》巡迴簽唱                                                        | 台北│信義新光三越A4館-1樓南大門廣場                       |
| 2009年 | 2月15日  | 《如果看見地獄，我就不怕魔鬼》巡迴簽唱                                                        | 台中│勤美誠品園道店-1F西側廣場                            |
| 2009年 | 2月21日  | 《如果看見地獄，我就不怕魔鬼》巡迴簽唱                                                        | 高雄│夢時代                                               |
| 2009年 | 2月22日  | 《如果看見地獄，我就不怕魔鬼》巡迴簽唱                                                        | 台南│南方公園                                             |
| 2009年 | 2月28日  | 《如果看見地獄，我就不怕魔鬼》巡迴簽唱                                                        | 台北│西門玫瑰唱片行                                       |
| 2009年 | 3月13日  | Tizzy Bac 之子滿月感恩大會                                                                    | 台北│河岸留言                                             |
| 2009年 | 4月19日  | 《如果看見地獄，我就不怕魔鬼》高雄駁二音樂會                                                  | 高雄│駁二藝術特區-月光劇場                                |
| 2009年 | 5月8日   | 《如果看見地獄，我就不怕魔鬼》復活巡迴                                                        | 高雄│城市光廊                                             |
| 2009年 | 5月9日   | 《如果看見地獄，我就不怕魔鬼》復活巡迴                                                        | 台南│誠品台南店                                           |
| 2009年 | 5月16日  | 《如果看見地獄，我就不怕魔鬼》復活巡迴                                                        | 台中│中友百貨                                             |
| 2009年 | 5月17日  | 《如果看見地獄，我就不怕魔鬼》復活巡迴                                                        | 台北│西門町(TBC)                                          |
| 2009年 | 6月5日   | 《雞雞叫老鼠會》                                                                              | 台北│The Wall：許兄企劃場                                 |
| 2009年 | 6月6日   | 《雞雞叫老鼠會》                                                                              | 台北│The Wall：林老杯企劃場                               |
| 2009年 | 6月13日  | 《雞雞叫老鼠會》                                                                              | 高雄│駁二藝術特區：PTT鄉民票選場                          |
| 2009年 | 6月14日  | 《雞雞叫老鼠會》                                                                              | 台中│文英館：PTT鄉民票選場                                |
| 2009年 | 6月19日  | 《雞雞叫老鼠會》                                                                              | 台北│The Wall：陳祖媽企劃場                               |
| 2009年 | 6月20日  | 《雞雞叫老鼠會》                                                                              | 台北│The Wall：PTT鄉民票選場                              |
| 2009年 | 12月12日 | 《冬季練歌》                                                                                  | 台北│Legacy Taipei 傳 音樂展演空間                        |
| 2010年 | 1月1日   | 《冬季練歌》                                                                                  | 高雄│駁二藝術特區                                         |
| 2010年 | 1月2日   | 《冬季練歌》                                                                                  | 台北│河岸留言                                             |
| 2010年 | 1月16日  | 《冬季練歌》                                                                                  | 台中│迴響音樂藝文空間                                     |
| 2010年 | 2月16日  | 《冬季練歌》                                                                                  | 台北│The Wall                                             |
| 2010年 | 3月13日  | Tizzy Bac 大港開唱『潮流最愛，翻玩之夜！』                                                    | 高雄│駁二藝術特區                                         |
| 2010年 | 8月6日   | 《一人一張票 帶我去錄音！》紙飛機感動滿場                                                     | 台北│The Wall                                             |
| 2010年 | 8月7日   | 《一人一張票 帶我去錄音！》紙飛機感動滿場                                                     | 台北│The Wall                                             |
| 2010年 | 8月20日  | 《一人一張票 帶我去錄音！》紙飛機感動滿場                                                     | 台中│迴響音樂藝文空間                                     |
| 2010年 | 8月21日  | 《一人一張票 帶我去錄音！》紙飛機感動滿場                                                     | 台中│迴響音樂藝文空間                                     |
| 2010年 | 8月28日  | 《一人一張票 帶我去錄音！》紙飛機感動滿場                                                     | 台北│河岸留言                                             |
| 2010年 | 9月3日   | 《一人一張票 帶我去錄音！》紙飛機感動滿場                                                     | 高雄│駁二藝術特區                                         |
| 2010年 | 9月4日   | 《一人一張票 帶我去錄音！》紙飛機感動滿場                                                     | 高雄│駁二藝術特區                                         |
| 2010年 | 9月18日  | 《一人一張票 帶我去錄音！》紙飛機感動滿場                                                     | 台北│誠品信義7樓空中花園                                  |
| 2011年 | 4月8日   | 《雞雞叫國際直銷事業2011股東年會》                                                            | 台北│Legacy Taipei 傳 音樂展演空間                        |
| 2011年 | 4月24日  | 《雞雞叫國際直銷事業2011股東年會》                                                            | 台中│迴響音樂藝文空間                                     |
| 2011年 | 4月30日  | 《雞雞叫國際直銷事業2011股東年會》                                                            | 台北│The Wall                                             |
| 2011年 | 5月1日   | 《雞雞叫國際直銷事業2011股東年會》                                                            | 台北│The Wall                                             |
| 2011年 | 5月7日   | 《雞雞叫國際直銷事業2011股東年會》                                                            | 高雄│The Wall 駁二                                        |
| 2011年 | 5月13日  | 《雞雞叫國際直銷事業2011股東年會》                                                            | 台北│河岸留言                                             |
| 2011年 | 5月14日  | 《雞雞叫國際直銷事業2011股東年會》                                                            | 台北│河岸留言                                             |
| 2011年 | 8月20日  | 『告密的心』專輯特演                                                                          | 台北│The Wall                                             |
| 2011年 | 8月26日  | 『告密的心』專輯特演                                                                          | 高雄│The Wall 駁二                                        |
| 2011年 | 9月10日  | 『告密的心』專輯特演                                                                          | 台北│Legacy Taipei 傳 音樂展演空間                        |
| 2011年 | 10月14日 | 「國王的驢耳朵」現代說書人秋限定巡迴                                                          | 台北│學學文創                                             |
| 2011年 | 10月18日 | 「國王的驢耳朵」現代說書人秋限定巡迴                                                          | 台北│實踐大學                                             |
| 2011年 | 10月20日 | 「國王的驢耳朵」現代說書人秋限定巡迴                                                          | 台北│台北市立教育大學                                     |
| 2011年 | 10月25日 | 「國王的驢耳朵」現代說書人秋限定巡迴                                                          | 台中│東海大學                                             |
| 2011年 | 10月26日 | 「國王的驢耳朵」現代說書人秋限定巡迴                                                          | 台南│成功大學                                             |
| 2011年 | 10月28日 | 「國王的驢耳朵」現代說書人秋限定巡迴                                                          | 台北│政治大學                                             |
| 2011年 | 10月30日 | 「國王的驢耳朵」現代說書人秋限定巡迴                                                          | 台北│女巫店                                               |
| 2011年 | 11月5日  | 「國王的驢耳朵」現代說書人秋限定巡迴                                                          | 宜蘭│賣捌所                                               |
| 2011年 | 11月6日  | 「國王的驢耳朵」現代說書人秋限定巡迴                                                          | 台北│海邊的卡夫卡                                         |
| 2011年 | 11月12日 | 「國王的驢耳朵」現代說書人秋限定巡迴                                                          | 台北│PPAPER Café                                          |
| 2011年 | 11月14日 | 「國王的驢耳朵」現代說書人秋限定巡迴                                                          | 新竹│交通大學                                             |
| 2011年 | 11月19日 | 「國王的驢耳朵」現代說書人秋限定巡迴                                                          | 花蓮│樸石咖啡館                                           |
| 2011年 | 11月20日 | 「國王的驢耳朵」現代說書人秋限定巡迴                                                          | 台東│鐵花村                                               |
| 2011年 | 11月26日 | 「國王的驢耳朵」現代說書人秋限定巡迴                                                          | 台中│Forro Cafe                                           |
| 2011年 | 11月27日 | 「國王的驢耳朵」現代說書人秋限定巡迴                                                          | 台北│好丘                                                 |
| 2011年 | 12月3日  | 「國王的驢耳朵」巡迴最終場                                                                    | 台北│誠品信義店7樓空中花園                                |
| 2012年 | 2月27日  | 【台灣搖滾紀事】Tizzy Bac [ Forever 21 ] 演唱會                                               | 台北│Legacy Taipei 傳 音樂展演空間                        |
| 2013年 | 2月23日  | 《這是因為我們能感到疼痛》EP巡迴                                                              | 高雄│The Wall 駁二                                        |
| 2013年 | 3月2日   | 《這是因為我們能感到疼痛》EP巡迴                                                              | 台中│TADA方舟                                             |
| 2013年 | 3月15日  | 《這是因為我們能感到疼痛》EP巡迴                                                              | 台北│The Wall                                             |
| 2013年 | 3月16日  | 《這是因為我們能感到疼痛》EP巡迴                                                              | 台北│The Wall                                             |
| 2013年 | 6月22日  | {易碎物}新專輯巡演                                                                            | 台北│南西新光三越百貨                                     |
| 2013年 | 6月29日  | {易碎物}新專輯巡演                                                                            | 台南│FOCUS百貨                                            |
| 2013年 | 7月5日   | {易碎物}新專輯巡演                                                                            | 台中│中港新光三越百貨                                     |
| 2013年 | 9月14日  | {易碎物}新專輯巡演                                                                            | 香港│九龍灣國際展貿中心地下Music Zone                     |
| 2013年 | 11月16日 | 《雞雞叫國際直銷事業股東年會2013強勢回歸 『加倍奉還！』》                                     | 高雄│The Wall 駁二                                        |
| 2013年 | 11月17日 | 《雞雞叫國際直銷事業股東年會2013強勢回歸 『加倍奉還！』》                                     | 台北│Legacy Taipei 傳 音樂展演空間                        |
| 2013年 | 11月23日 | 《雞雞叫國際直銷事業股東年會2013強勢回歸 『加倍奉還！』》                                     | 台中│TADA方舟                                             |
| 2019年 | 4月20日  | 2019 Tizzy Bac「知人．怒唱一波」巡迴演唱會 既然還能奔跑，就讓我們在人生的長路上，繼續放肆一番 | 台中│Legacy Taichung 傳 音樂展演空間                      |
| 2019年 | 4月27日  | 2019 Tizzy Bac「知人．怒唱一波」巡迴演唱會 既然還能奔跑，就讓我們在人生的長路上，繼續放肆一番 | 高雄│LIVE WAREHOUSE                                       |
| 2019年 | 5月18日  | 2019 Tizzy Bac「知人．怒唱一波」巡迴演唱會 既然還能奔跑，就讓我們在人生的長路上，繼續放肆一番 | 台北│Legacy Taipei 傳 音樂展演空間                        |
| 2019年 | 5月19日  | 2019 Tizzy Bac「知人．怒唱一波」巡迴演唱會 既然還能奔跑，就讓我們在人生的長路上，繼續放肆一番 | 台北│Legacy Taipei 傳 音樂展演空間(加場)                  |

## 音樂作品
EP
| 時間           | 作品名稱               | 出版公司  |
| 2004年2月12日  | 查理布朗與露西         | TRA Music |
| 2005年8月1日   | 夏季熱                 | 彎的音樂  |
| 2007年3月30日  | 維克多的玫瑰           | 彎的音樂  |
| 2009年10月10日 | 你們都不要變           | 彎的音樂  |
| 2013年4月19日  | 這是因為我們能感到疼痛 | 彎的音樂  |
| 2023年9月22日  | 甚麼事都叫平凡人分心   | 相信音樂  |

專輯
| 時間           | 作品名稱                          | 出版公司  |
| 2003年3月      | 什麼事都叫我分心                  | TRA Music |
| 2006年4月7日   | 我想你會變成這樣都是我害的        | 彎的音樂  |
| 2007年10月8日  | 聊聊吧 (Unplugged 不插電現場錄音) | 彎的音樂  |
| 2009年2月13日  | 如果看見地獄，我就不怕魔鬼        | 彎的音樂  |
| 2011年5月18日  | 告密的心                          | 彎的音樂  |
| 2013年6月14日  | 易碎物                            | 彎的音樂  |
| 2018年10月19日 | 知人                              | 相知音樂  |
| 2022年12月20日 | Human Error                       | 相信音樂  |
| 2025年3月25日  | 說出我的名字                      | 相信音樂  |

收錄合輯
| 時間          | 作品名稱                                                      | 出版公司    |
| 2001年12月    | 「崩代記事·貳」收錄：Slow Ride                                | 水晶唱片    |
| 2002年5月1日  | 「赤聲搖滾5」收錄：Dear Baby, Where Is My Wing?、How About    | IMAKE Music |
| 2003年7月1日  | 「熱浪搖滾·貳」收錄：Concession                               | 角頭唱片    |
| 2008年8月15日 | 「花吃了那女孩 電影原聲帶」收錄：田納西恰恰                   | 亞神音樂    |
| 2012年8月15日 | 「17 portrait of our youth」收錄：Life is Solo, Leslie's Down | Re:public   |

## 獎項紀錄
| 年份   | 屆次                                | 專輯/入圍作品                                 | 獎項                                                            | 結果 |
| 2002年 | 第3屆貢寮國際海洋音樂祭             |                                               | 首獎—海洋大賞                                                   | 獲獎 |
| 2003年 | 中華音樂人交流協會2003              | 《甚麼事都叫我分心》專輯                      | 年度十大優良專輯                                                | 獲獎 |
| 2004年 | 中華音樂人交流協會2004              | 《查理布朗與露西》單曲                        | 1~3月推薦單曲                                                   | 推薦 |
| 2004年 | 第15屆金曲獎                        | 《甚麼事都叫我分心》專輯                      | 流行音樂作品類最佳樂團獎                                        | 提名 |
| 2006年 | 2006音樂影展                        | 《Sideshow Bob》單曲導演：徐東翔              | 音樂MV獎優選作品                                                | 獲獎 |
| 2006年 | 2006音樂影展                        | 《田納西恰恰》單曲導演：陳莞如                | 音樂MV獎首獎                                                    | 獲獎 |
| 2007年 | 中國 Rolling Stone 雜誌             | 《我想你會變成這樣都是我害的》專輯            | 年度推薦十大華語專輯                                            | 推薦 |
| 2007年 | 中國南方都市報第7屆華語音樂傳媒大賞 | 《我想你會變成這樣都是我害的》專輯            | 最佳封套獎                                                      | 獲獎 |
| 2007年 | 中國南方都市報第7屆華語音樂傳媒大賞 | 《我想你會變成這樣都是我害的》專輯            | 最佳樂團獎                                                      | 獲獎 |
| 2007年 | 第18屆金曲獎                        | 《我想你會變成這樣都是我害的》專輯            | 流行音樂作品類最佳樂團獎                                        | 提名 |
| 2007年 | 第18屆金曲獎                        | 《我想你會變成這樣都是我害的》專輯            | 最佳專輯製作人獎 (以陳惠婷、許哲毓、林前源、林揮斌、許哲珮名義) | 獲獎 |
| 2011年 | KKBox                               | 《告密的心》專輯                              | 最佳獨立精神獎                                                  | 獲獎 |
| 2011年 | 第2屆金音創作獎                     | 《告密的心》專輯                              | 最佳搖滾專輯獎                                                  | 提名 |
| 2011年 | 第2屆金音創作獎                     | 《告密的心》專輯                              | 最佳專輯獎                                                      | 提名 |
| 2011年 | 第2屆金音創作獎                     | 《告密的心》專輯                              | 最佳搖滾樂團獎                                                  | 獲獎 |
| 2012年 | 第1屆音樂推動者大獎                 | 《俄羅斯輪盤》單曲 《週日午后的婦女時間》單曲 | AMP Awards 最佳音樂影片                                         | 提名 |
| 2012年 | 第1屆音樂推動者大獎                 | 《告密的心》專輯                              | AMP Awards 年度專輯獎                                           | 提名 |
| 2012年 | 第23屆金曲獎                        | 《告密的心》專輯                              | 流行音樂作品類最佳樂團獎                                        | 提名 |
| 2014年 | 第25屆金曲獎                        | 《這是因為我們能感到疼痛》專輯                | 最佳年度歌曲獎                                                  | 提名 |
| 2014年 | 第25屆金曲獎                        | 《這是因為我們能感到疼痛》專輯                | 最佳作曲人獎                                                    | 提名 |
| 2014年 | 第25屆金曲獎                        | 《這是因為我們能感到疼痛》專輯                | 最佳作詞人獎                                                    | 提名 |
| 2014年 | 第25屆金曲獎                        | 《這是因為我們能感到疼痛》專輯                | 最佳單曲製作人獎                                                | 提名 |
| 2014年 | 第25屆金曲獎                        | 《易碎物》專輯                                | 最佳樂團獎                                                      | 提名 |
| 2019年 | 第30屆金曲獎                        | 《知人》專輯                                  | 最佳樂團獎                                                      | 提名 |
| 2019年 | 第12屆 Freshmusic Awards            | 《知人》專輯                                  | 最佳樂團                                                        | 獲獎 |
| 2019年 | 第12屆 Freshmusic Awards            | 《知人》專輯                                  | 年度10大專輯                                                    | 提名 |
| 2019年 | 第12屆 Freshmusic Awards            | 《我所深愛的人們》單曲                        | 年度10大單曲                                                    | 獲獎 |
| 2021年 | 第1屆 PlayMusic Awards              | 《穿越光年的孤獨》單曲                        | 年度獨立音樂歌曲                                                | 獲獎 |

## 外部連結
- 官方網站
  - 官方網站（页面存档备份，存于）
  - Facebook（页面存档备份，存于）
  - Instagram
  - 彎的音樂官方網站（页面存档备份，存于）
  - MySpace（页面存档备份，存于）
- 其他
  - 台大的BBS站「批踢踢 （页面存档备份，存于）實業坊」中可找到「TizzyBac板」
  - 堅持走下去的聲音－校友樂團Tizzy Bac